# Noce di cola

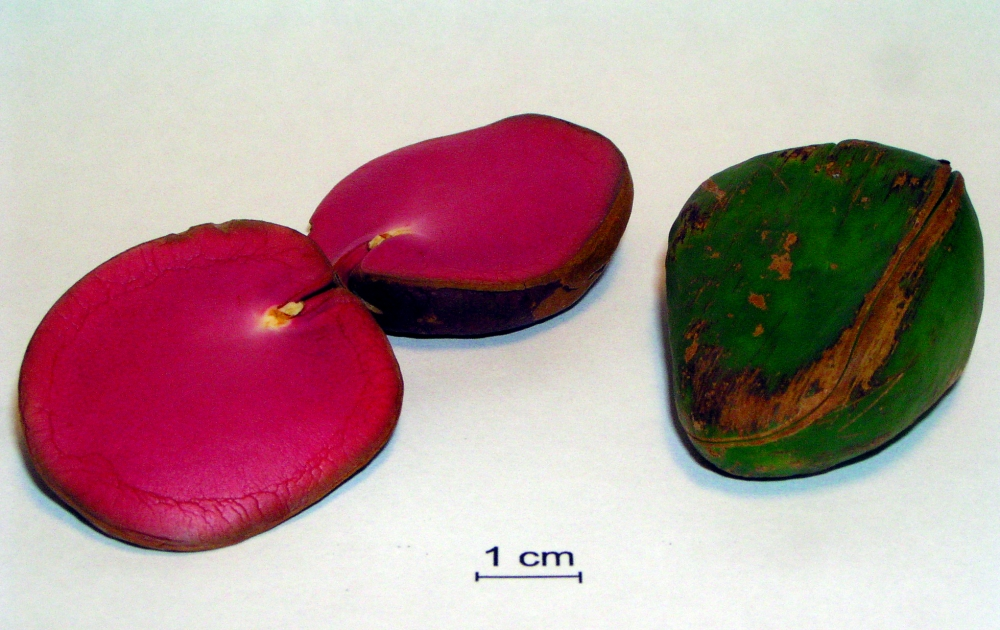

La noce di cola è il frutto di diverse specie di piante dell'Africa occidentale o dell'Indonesia appartenenti al genere Cola. È uno degli ingredienti delle bevande a base di cola.
Possiede un gusto amaro per l'alto contenuto di metilxantine, tra cui la caffeina. La noce di cola è molto diffusa nelle culture dell'Africa occidentale: viene masticata spesso dagli appartenenti alle tribù, sia individualmente che in gruppo. Infatti porta con sé un alto valore simbolico poiché viene consumata durante riti e cerimonie o anche solo per dare il benvenuto agli invitati, come simbolo di amicizia condivisa o per siglare un'intesa raggiunta o la riconciliazione tra due parti.
La noce di cola viene molto utilizzata per preparare bibite (la cola) ed altri prodotti alimentari, anche se al giorno d'oggi l'aroma di questi prodotti (industriali) deriva dall'utilizzo di aromi artificiali.

## Commercio
La noce di cola rappresentava nel passato un prodotto di lusso per le popolazioni del Golfo di Guinea, grazie al valore che assunse all'interno della sfera religiosa vodu della regione, complice il fatto che la noce di cola abbia proprietà curative ed eccitanti, che le conferivano un qual certo alone mistico.
Mentre per secoli il commercio della noce di cola fu sottoposto al controllo dei mercanti hausa, che la commerciavano nella regione e soprattutto a nord insieme a pellami, tessuti preziosi, gioielli e schiavi, a partire dal 1810, fu la città di Salaga, città situata a nord-est del fiume Volta a diventare il centro di smistamento principale delle noci, che consentiva di raggiungere la città di Ouagadougou a nord, per il tramite di una importante arteria stradale della regione.
L'importanza strategica acquisita della città di Sagala grazie allo smercio della noce di cola, ne permise il rapido sviluppo, diventando una città multiculturale, con moschee e scuole islamiche contrapposte a costruzioni e istituzioni locali.